# Llavor aleatòria
Una Llavor aleatòria (o llavor estat, o només llavor; Random seed en anglès) és un nombre (o vector) usat per inicialitzar un generador de nombres pseudoaleatoris.
L'elecció d'una bona llavor aleatòria és crucial en el camp de la seguretat computacional. Quan una clau xifrada i secreta és generada pseudoaleatoriament, té una llavor que et permet obtenir la clau.